# Глодневский район
Гло́дневский район — административно-территориальная единица, входившая в состав Орловского округа Центрально-Чернозёмной области РСФСР в 1928—1929 гг.
Административный центр — село Глоднево.

## История
Глодневский район был сформирован на территориальной основе укрупнённой Глодневской волости Дмитровского уезда Орловской губернии.
14 мая 1928 года было принято постановление ВЦИК и СНК РСФСР об образовании Центрально-Чернозёмной области (ЦЧО) с центром в городе Воронеже, куда должна была войти и вся территория Орловской губернии.

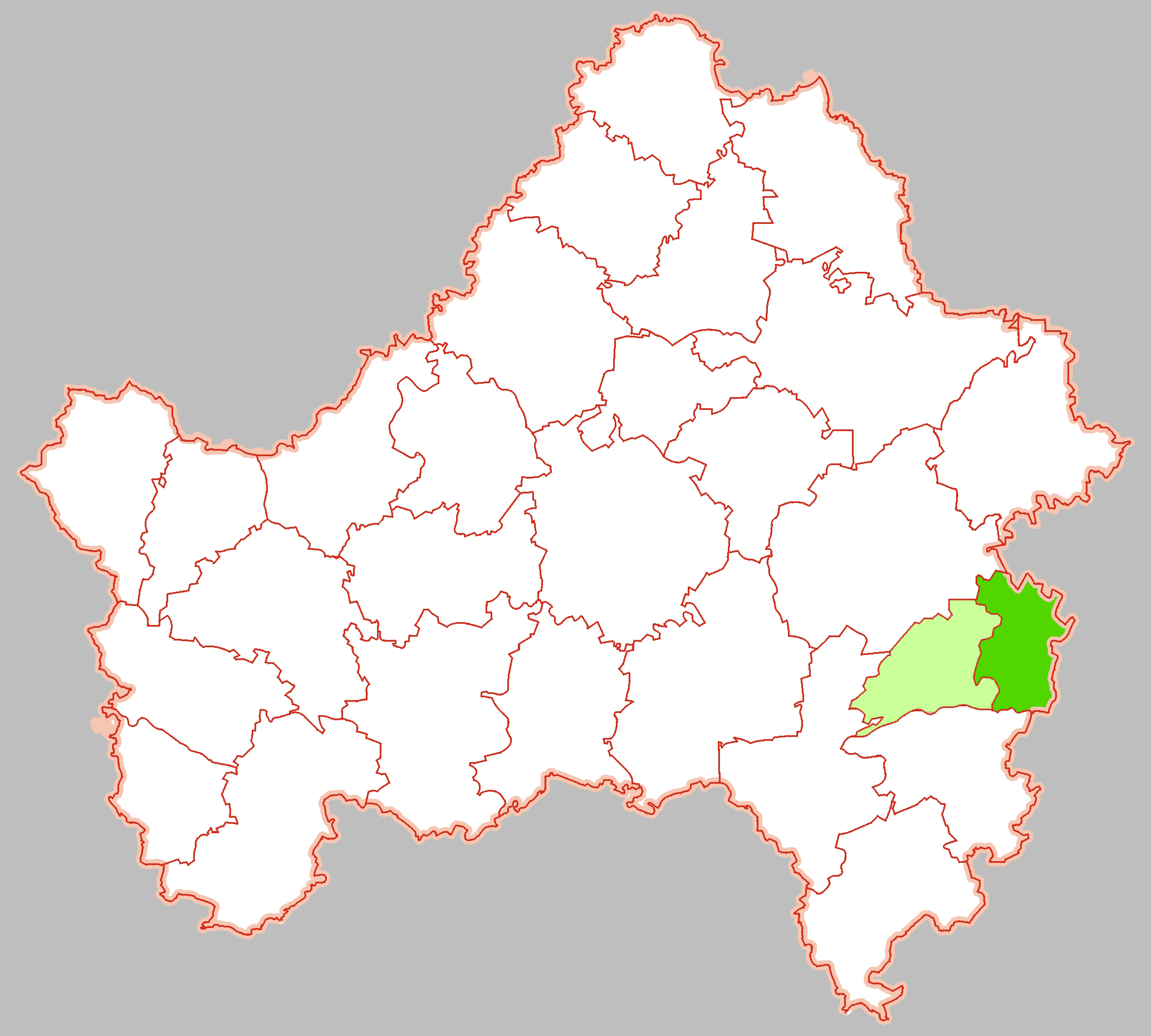
Территория бывшего Глодневского района в составе современного Брасовского района Брянской области.

30 июля 1928 года была утверждена сеть районов ЦЧО, в числе которых был и Глодневский район.
Постановлением Президиума ВЦИК от 17 июня 1929 года, Глодневский район был передан из Орловского округа Центрально-Чернозёмной области в Брянский округ Западной области, где расформирован и присоединён к Брасовскому району.